# Salicornia europaea
Salicornia europaea  es una especie de planta perenne halófila que crece en zonas periódicamente anegadas por las aguas saladas o salobres de las mareas.

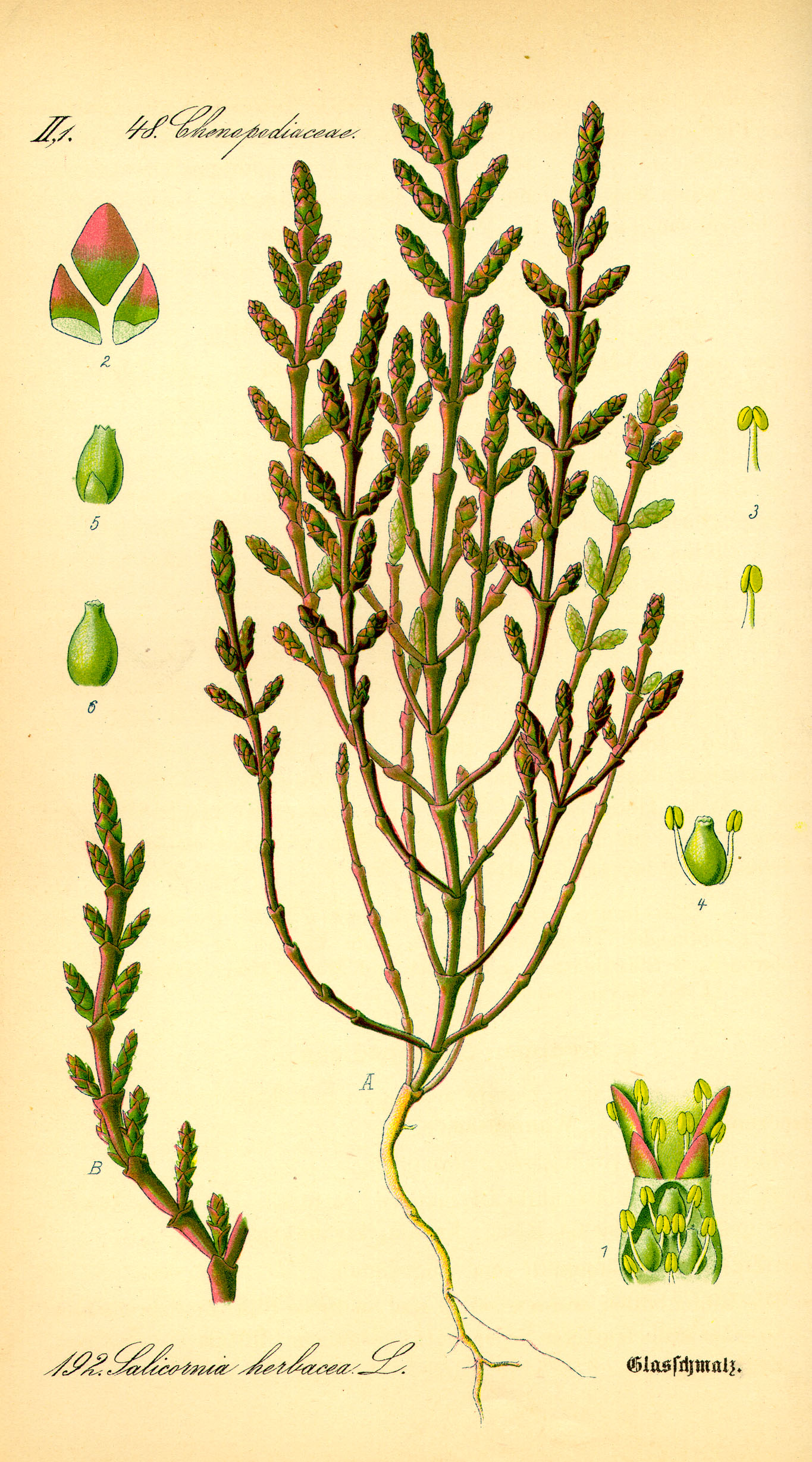
Ilustración

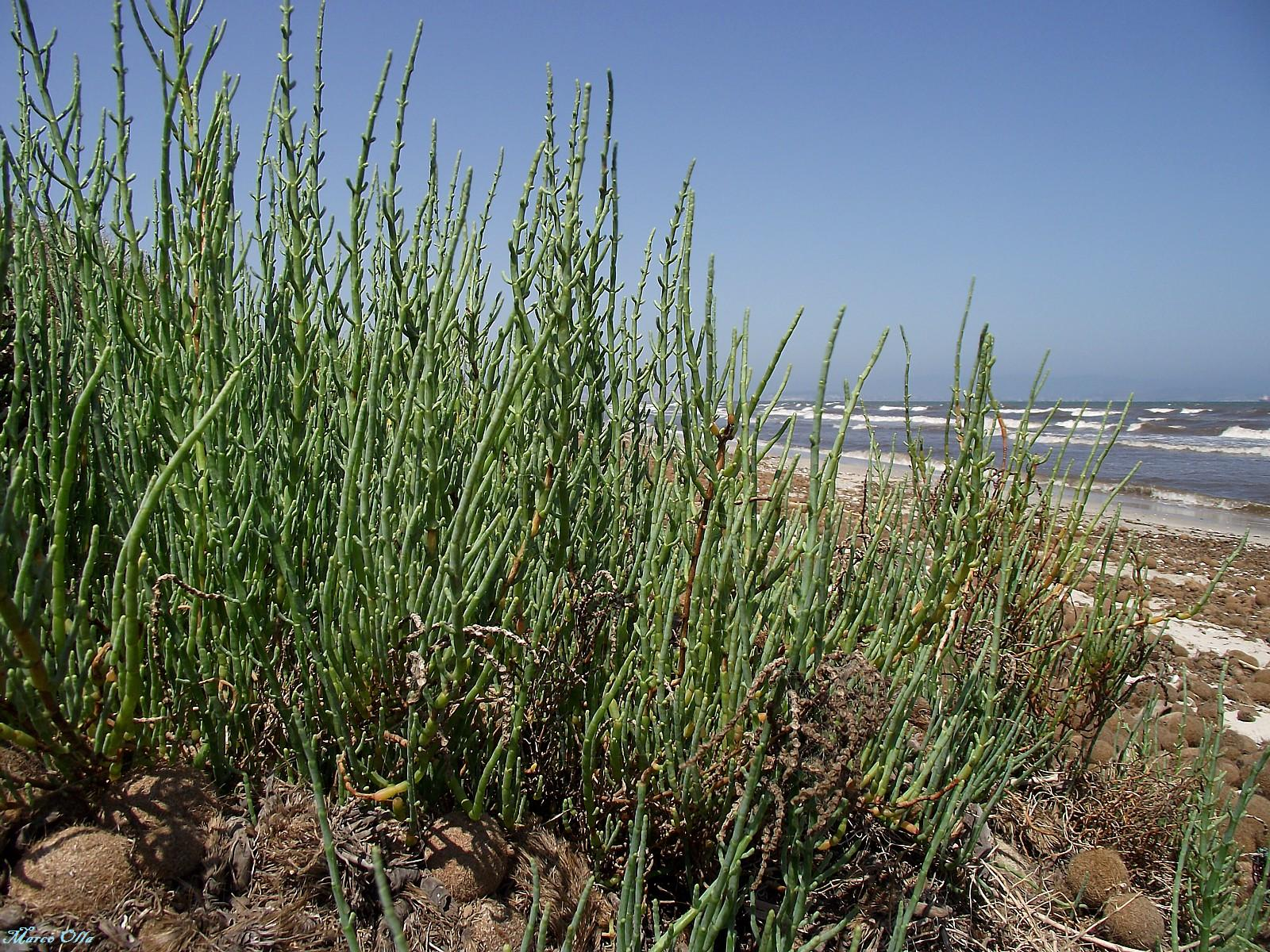
En uno de sus hábitats naturales

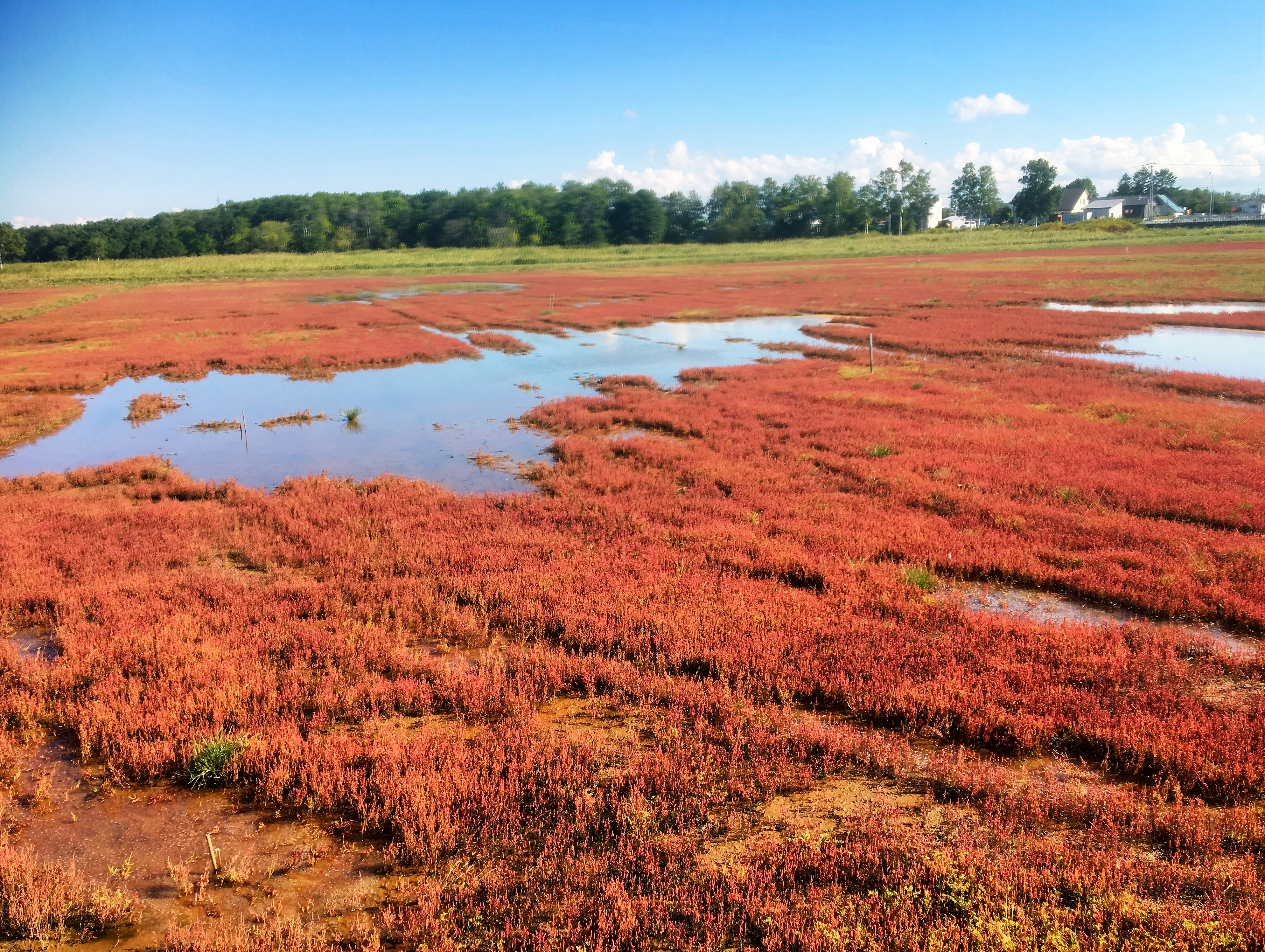
Hojas de otoño

## Descripción
Es una planta anual de tallos suculentos, articulados, de un color verde brillante, que puede llegar a medir unos 40 cm de altura, ramificada, con las ramas derechas.
Las hojas son casi imperceptibles ya que son muy pequeñas, carnosas, opuestas y arrimadas al tallo. Las flores son muy pequeñas y apenas se diferencian de las hojas. Se disponen de 3 en 3 según los vértices de un triángulo y cuando se desprenden dejan una fosa con 3 cavidades. La floración ocurre entre agosto y octubre .

## Localización
Se encuentra en todo el litoral en lugares con suelos salinos y periódicamente inundados por las mareas.
Crece a menudo en poblaciones densas llamadas salicornias, junto con otras plantas halófilas.

## Propiedades
Uso industrial
En otros tiempos esta planta se quemaba por obtener las cenizas, ricas en sosa, que se empleaban para hacer jabón y vidrio.
La ceniza de Salicaria y otras plantas halófilas, así como la de algas marinas, se utilizó como fuente de sosa para la fabricación de vidrio y jabón. La introducción del proceso de Nicolas Leblanc para la producción industrial de carbonato de sodio reemplazó el uso de la planta en la primera mitad del siglo XIX.
Uso culinario
Salicornia europaea es comestible, ya sea cruda o cocida. En Inglaterra, es una de las varias plantas conocidas como hinojo marino (véase también el hinojo marino).
Se cocina, ya sea al vapor o microondas, y luego se reviste de mantequilla o aceite de oliva. Debido a su alto contenido de sal, deben ser cocinados sin sal añadida, en abundante agua. Tiene un núcleo duro, fibroso, y después de la cocción, la carne comestible se extrae fuera del núcleo. Esta carne, después de la cocción, se asemeja a las algas en el color y el sabor y la textura son como los pequeños tallos de las espinacas o los espárragos. Salicornia europaea  se utiliza a menudo como un acompañamiento adecuado para los peces o los mariscos.
Uso medicinal
Es una planta rica en sales de yodo, de sodio y de potasio.

## Taxonomía
Salicornia europaea fue descrito por Carlos Linneo y publicado en Species Plantarum 1: 3. 1753.
Etimología
Salicornia: nombre genérico que significa, literalmente, "cuernos salados".
europaea: epíteto geográfico que se refiere a su localización en Europa.
Sinonimia
- Salicornia acetaria Pall.
- Salicornia annua Sm.
- Salicornia biennis Afzel. ex Sm.
- Salicornia brachystachya (G.Mey.) D.König
- Salicornia brachystachya var. gracilis D.König
- Salicornia europaea subsp. brachystachya (G.Mey.) R.Dahmen & Wissk.
- Salicornia europaea var. herbacea L.
- Salicornia europaea subsp. simonkaiana Soó
- Salicornia herbacea L.
- Salicornia herbacea var. acetaria (Pall.) Moq.
- Salicornia herbacea var. annua (Sm.) Pursh
- Salicornia herbacea var. brachystachya' G.Mey.
- Salicornia herbacea var. gracilis G.Mey.
- Salicornia patula Duval-Jouve
- Salicornia ramosissima var. gracilis (D.König) Soó
- Salicornia simonkaiana Soó
- Salicornia stricta Dumort.
- Sarcathria procumbens Raf.[5]

## Nombres comunes
- alacranera de las marismas, polluelo, pollo.[6]